# Пљакићи
Пљакићи воде порекло од војвода карановачке нахије Антонија Ристића прозваног Пљакић и Карађорђеве најстарије кћерке Саве Карађорђевић. Њихов син био је мајор Константин Пљакић, ађутант кнеза Александра Карађорђевића, свог ујака, праунуци пешадијски пуковник Војислав С. Павловић, који је погинуо на Солунском фронту 1916, Михаило С. Павловић, велетрговац и задужбинар у Пожаревцу и Даница Барили, рођ. Павловић, мајка Милене Павловић-Барили, познате сликарке.

## Порекло
Ристићи су родом из Каменице, среза црногорског, рудничке нахије. Војвода Антоније Пљакић имао је брата Павла Ристића, који је имао кћерку Петрију, која је била удата за Николу Глигоријевића, сина војводе Хаџи-Продана Глигоријевића.

## Војвода Антоније Ристић прозвани Пљакић
На почетку Првог српског устанка при освајању Рудника 27. и 28. фебруара 1804. код Јелен-гроба Антоније Ристић убио је карановачког муселима (турског начелника полиције за Краљево) Пљаку након чега је прозван Пљакић
Антоније Ристић прозвани Пљакић оженио се 1806. најстаријом Карађорђевом кћерком Савом Карађорђевић.
Карановачки војвода Антоније Пљакић је 1813. био главнокомандујући резерве и над нахијама пожешком, пазарском, крушевачком и једном Хаџи-Продановом старовлашком кнежином.
Војвода Антоније Пљакић и Сава Пљакић, рођ. Карађорђевић имали су два сина и једну кћерку, Констанина и Марију.

### Мајор Константин А. Пљакић, кнежев ађутант (1814-1862)
Мајор Костантин - Коста Пљакић, ађутант кнеза Александра Карађорђевића, коме је био сестрић, са Персидом Пљакић је имао синове Антонија Пљакића и Јоакима - Аћима Пљакића и ћерке Ану (Анку) и Јелену. Има потомство.

#### Антоније К. Пљакић
Антоније К. Пљакић, син мајора Константина Пљакића, унук војводе Антонија Пљакића и праунук вожда Карађорђа. Није имао потомства.

#### Јоаким К. Пљакић
Јоаким - Аћим К. Пљакић, син мајора Константина Пљакића, унук војводе Антонија Пљакића и праунук вожда Карађорђа. Није имао потомства.

#### Вуићи
Ана (Анка) Вуић, рођ. К. Пљакић (1848-1918), кћерка мајора Константина Пљакића, је рођена у Београду где се и удала 1865. године за инжињера Анастаса (Атанасија) Вуића, каснијег начелника министарства грађевине. Имали су четворо деце: Душан (1866—1913), Владислав (1870—1894), Милица (1873—1930) и Зорка (1883—1961).

#### Анастасије (Анастас) Вуић
Анастасије (Анастас) Вуић, начелник министарства грађевине је био ожењен Аном - Анком К. Пљакић (1848-1918), Карађорђевом унуком. Имали су четвроро деце.

##### Душан Вуић (1866-1913)
Душан Вуић(1866-1913) син Анастаса Вуића начелника, унук мајора Коста Пљакића, праунук војводе Антонија Ристића прозваног Пљакић, чукунунук је Карађорђа. Био је управник Краљевског двора (у време краља Петра Карађорђевића).

##### Владислав Вуић (1870-1894)
Владислав Вуић (1870-1894), син Анастаса Вуића начелника, унук мајора Коста Пљакића.

##### Милица Вуић (1873-1930)
Милица Вуић (1873-1930) је кћерка Анастаса Вуића начелника, унука мајора Коста Пљакића. Била удата за потпуковника Петра Мишића, команданта Шестог пука и учесника официрске завере у Мајском преврату 1903. године. Праунук Милице и Петра Мишића је Петар Марковић, који данас живи у њиховој кући у Улици Кнеза Милоша 3 у Београду. Петар Марковић има двоје деце, Исидору и Милоша.

##### Зорка Вуић (1883-1961)
Зорка Вуић (1883-1961) је кћерка Анастаса Вуића начелника, унука мајора Коста Пљакића. Удата за див. генерал Добросав Миленковић (1874-1973). Два сина Душан лекар и Чеда, погинуо 1944. на Васкрс. Душан имао 3 деце сања и мишу и иљу.

### Марија А. Павловић, рођ. А. Пљакић
Марија Ристић, кћерка војводе Антонија Пљакића и Саве Карађорђевић.

### Капетан Антоније Павловић
Марија Ристић, кћерка војводе Антонија Пљакића и Саве Карађорђевић удала се за пешадијског капетана Антонија Павловића
Капетан Антоније Павловић и Марија Павловић, рођ. Пљакић имали су осморо деце: Ђорђе А. Павловић, Марко А. Павловић, Благоје А. Павловић, Данило А. Павловић, Катарина А. Павловић, Милица А. Павловић, Даринка А. Павловић, Босиљка А. Павловић, удата за Стојана Павловића.

#### Босиљка С. Павловић, рођ. А. Павловић
Босиљка Павловић, кћерка капетана Антонија Павловића, унука војводе Антонија Пљакића и Карађорђева праунука била је удата за Стојана Павловића (исто презиме), председника пожаревачке општине, народног посланика Радикалне странке, трговца, рентијера.
Босиљка Павловић била је вишедеценијски председник Кола српских сестара у Пожаревцу.
Стојан и Босиљка Павловић имали су шесторо деце Михаила, Војислава, Борислава, Драгољуба, Богољуба и Даницу.

##### Пуковник Војислав С. Павловић (-1916)
Пешадијски пуковник Војислав Павловић, погинуо на Солунском фронту 1916, на коти 313, код села Ивена. Нема потомства.

##### Михаило С. Павловић
Михаило Павловић, велетрговац. Нема потомства.

##### Боривоје С. Павловић
Боривоје - Бора Павловић, правник, банкарски чиновник. Нема потомства.

##### Драгољуб С. Павловић
Драгољуб - Драган Павловић, бавио се фотографијом.

##### Даница Барили, рођ. С. Павловић
Даница је са италијанским композитором и сликарем Бруном Барилијем (Bruno Barilli, Fano, 1880 – Roma, 1952) из италијанске племићке породице у сродству са Голдинијевима имала кћерку јединицу Милену.
Даница Барили, рођ. Павловић, била је на служби у Двору.

###### Милена Павловић-Барили
Милена Павловић Барили, позната српска сликарка, кћерка Бруна Барилија и Данице Барили, рођ. Павловић, праунука је Марије Павловић Карађорђеве унуке.

## Павле Ристић
Војвода Антоније Пљакић имао је брата Павла Ристића, који је имао кћерку Петрију.

### Глигоријевићи
Петрија, братаница војводе Антонија Пљакић била је удата за Николу Глигоријевића, сина војводе Хаџи-Продана Глигоријевића.

#### Никола Хаџи-Проданов Глигоријевић (-1813)
Никола Глигоријевић је погинуо у борбама код Кладова 1813. Књаз Милош је због свог пријатељства са Антонијем Пљакићем, из турског ропства избавио његову сестричину Петрију Глигоријевић.
У више пута дограђиваној породичној кући Павловића у Пожаревцу данас се налази галерија Милене Павловић Барили.
Михаило Павловић, велетрговац, ортак са Савом Марковићем. Подигли су Дом трговачке омладине и Соколско друштво у Пожаревцу.
Пљакићи и Павловићи су у сродству са Карађорђевићима, Кара-Марковићима, Бојанићима, Богатинчевићима, Николајевићима, Чарапићима и др.
- Списак знаменитих личности Првог српског устанка
- Списак најистакнутијих српских породица у Кнежевини и Краљевини Србији
- Карађорђе
- Карађорђевићи
- Милена Павловић Барили

1. ↑  Константин Н. Ненадовић, Живот и дела великог Ђорђа Петровића Кара-Ђорђа врховног вожда, ослободиоца и владара Србије и живот његови војвода и јунака, Беч, штампарија Јована Н. Вернаја, 1883, стр. 248.
2. ↑  извод из матичне књиге крштених Саборне цркве под редним бројем 148 за 1848 годину
3. ↑  извод из матичне књиге венчаних Саборне цркве под редним бројем 9 за 1865. годину, извод из матичне књиге крштених Саборне цркве под редним бројем 132 за 1866. годину, извод из матичне књиге крштених Саборне цркве под редним бројем 144 за 1873. годину, натписи на надгробном споменику на Новом гробљу парцела 3 гробница 104
4. ↑  Чланак: Ненад Новак Стефановић, "Једна кућа једна прича: Дух грофа Мијатовића", Политика бр. 36222 од 12. септембра 2014. године, Огласни додатак "Моја кућа", стр. 3.
5. ↑  Константин Н. Ненадовић, Живот и дела великог Ђорђа Петровића Кара-Ђорђа врховног вожда, ослободиоца и владара Србије и живот његови војвода и јунака, Беч, штампарија Јована Н. Вернаја, 1883, стр. 252.
6. ↑  Адела Маколи „Aquae Passeris“, превод Елизабет Васиљевић, Клио, Београд 2000.
7. 1 2  Илустровани лист, бр. 5, Београд 1925, стр. 24.
8. ↑  Вид. Мирјана Митровић, Аутопортрет са Миленом, Под византијским небом, прир. Беба Станковић, Пожаревац-Панчево 2004, стр. 2009.
9. ↑  Вид. италијанску Википедију it: Bruno Barilli
10. 1 2  Вид. http://www.barilli.co.yu/fondacija1.html Архивирано на веб-сајту  (10. април 2008)